# Barilla
Barilla S.p.A. é uma indústria italiana de alimentos com sede na cidade de Parma, na Itália.
Fundada em 1877, dentro de uma venda que produzia pães e massas, atualmente, é a maior empresa industrial de alimentos na Itália e líder mundial no mercado de massas de grão duro, assim como é destaque no setor de molhos prontos e produtos correlatos em toda o continente europeu.
No Brasil, desde 1997, seus produtos englobam  massas e molhos.